# فرقه اوتانی

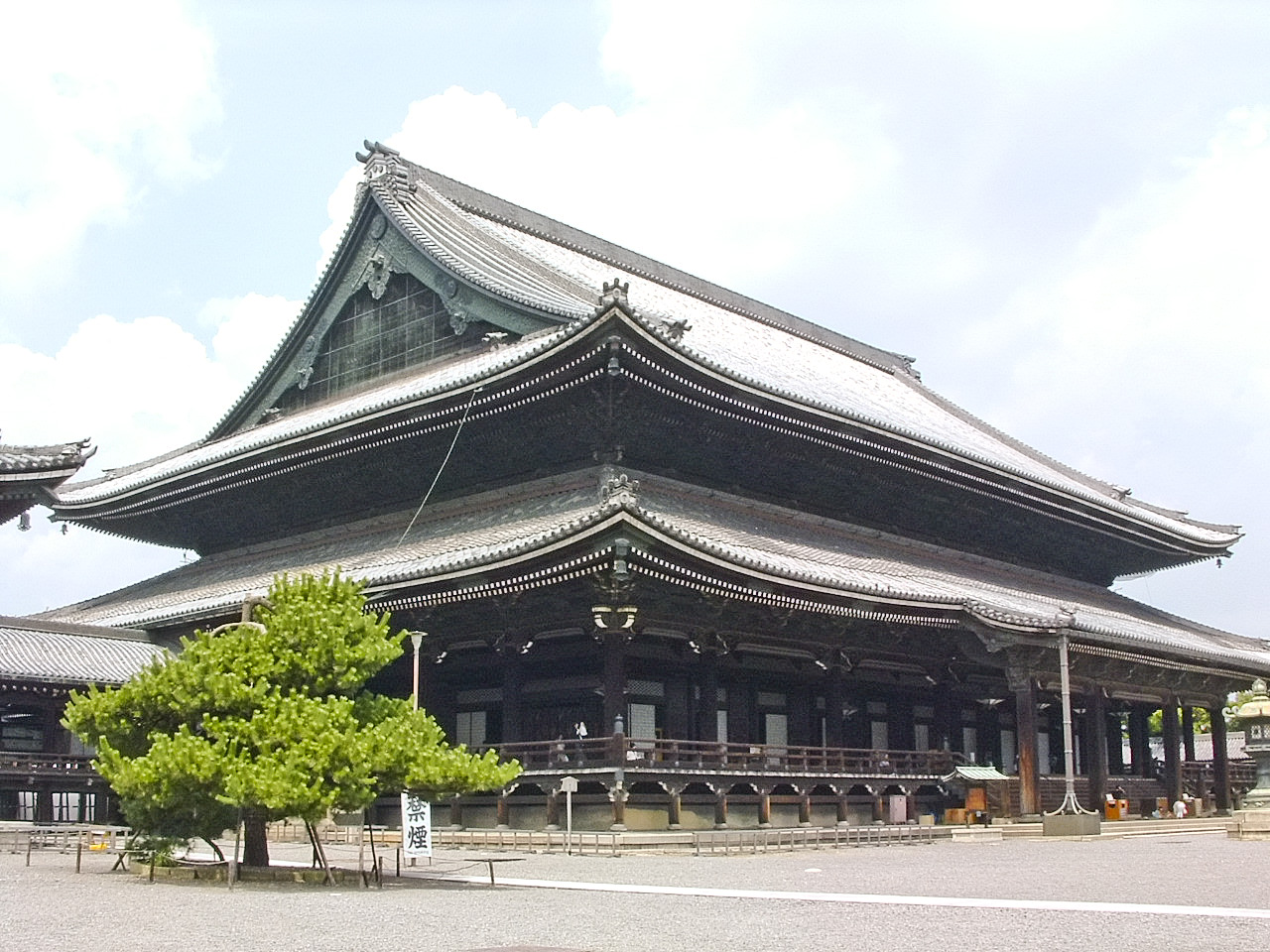
سالن اصلی (هوندو) معبد هیگاشی هونگان-جی مقر اصلی فرقه اوتانی

فرقه اوتانی (به ژاپنی: 真宗大谷派, Shinshū Ōtani-ha) یکی از فرقه‌های آیین بودایی، متعلق به جودو شینشو (شین بودیسم)، در ژاپن است. این فرقه حدود ۵٫۵ میلیون عضو دارد.
معبد اصلی آن در کیوتو، هیگاشی هونگان-جی نام دارد.